# Шарми, Ролан (скрипач)
Ролан Шарми (фр. Roland Charmy, настоящая фамилия Туше, фр. Touchet; 12 января 1908, Париж — 11 марта 1987, Париж) — французский скрипач и музыкальный педагог. Сын писателя Ролана Шарми, муж арфистки Лили Ласкин (с 1938 года).
Ученик Гюстава Муше. Окончил Парижскую консерваторию (1924). В 1932 году разделил вторую премию Международного конкурса скрипачей в Вене.
Играл в Оркестре Ламурё (с 1931 года). С 1935 года концертмейстер Оркестра концертного общества Парижской консерватории. В 1937 году стал первым исполнителем Концертной сюиты Жана Франсе (с Оркестром Падлу).
В 1948—1977 гг. профессор Парижской консерватории; среди его учеников, в частности, Пьер Амуайяль и Огюстен Дюме.
Записал сонату № 21 Вольфганга Амадея Моцарта (с Владо Перльмутером), Камерный концерт Альбана Берга (с Жаком Моно и Парижским камерным оркестром под управлением Рене Лейбовица), ряд других камерных сочинений.